# 101回目の呪い
「101回目の呪い」（ひゃくいっかいめののろい）は、ゴールデンボンバーの14枚目のシングル。2014年1月1日にスクーデリア・ユークリッド（Zany Zapレーベル）から発売された。
この曲および次作「ローラの傷だらけ」により、作曲（および作詞・編曲）した鬼龍院 翔は2014年12月30日放送の『第56回輝く!日本レコード大賞』にて作曲賞を受賞した。

## 解説
前作「Dance My Generation」からちょうど1年ぶりのシングル。ミュージック・ビデオは東武東上本線の北池袋駅 - 下板橋駅間にある踏切で行われた。
カップリング曲「あの素晴しい朝をもう一度」は、フジテレビ系『めざましどようび』のテーマソング。もう1つのカップリング曲「It's a gay world」はライブコンサートで多用されている。
2014年現在、ゴールデンボンバーのシングルの中では最大の売上を記録している。

## 収録曲
全作詞・作曲：鬼龍院翔
編曲：鬼龍院翔・tatsuo

### 初回限定盤（両タイプ共通）
1. 101回目の呪い
  - ニンテンドー3DS『大合奏!バンドブラザーズP』にアレンジ版が収録されている。
2. あの素晴しい朝をもう一度
  - フジテレビ「めざましどようび」2013年10月12日 - 2014年3月29日 テーマ曲
  - 2013年10月5日放送の『めざましテレビ20th 夜の大同窓会!ウラ側すべて見せます&超豪華じゃんけん祭り』にて初披露。生放送中に紆余曲折を経ながら曲を作り、エンディングで何とか間に合って歌う、という設定だった。
3. It's a gay world
  - 「ホントに全国ツアー2013〜裸の王様〜」にて披露された楽曲。

### 通常盤
1. 101回目の呪い
2. あの素晴しい朝をもう一度
3. It's a gay world
4. 101回目の呪い（オリジナル・カラオケ）
5. あの素晴しい朝をもう一度（オリジナル・カラオケ）
6. It's a gay world（オリジナル・カラオケ）

## チャート成績
いずれも初登場順位。
- オリコンシングルウィークリーランキング：1位
- SUPER HITS PERFECT RANKING 50：6位
- SUPER HITS SINGLE RANKING：1位
- M-ON! Countdown 100：1位